# Dubodiel
Dubodiel (maďarsky Trencéntölgyes, do roku 1902 Dubodjel)) je obec na Slovensku v okrese Trenčín. Žije zde 971 obyvatel. První písemná zmínka o obci pochází z roku 1439.

## Památky
V obci stojí římskokatolický kostel Nejsvětější Svátosti oltářní z roku 1923 a kaple Panny Marie Lurdské.
V oblasti kóty 396 m n. m. severně od obce leží pozůstatky staršího hradiště se zachovalými obrannými valy.

## Osobnosti
- Peter Baláž, slovenský fyzik a pedagog, se narodil v Dubodieli v roce 1917.